# Alfredo Fraschina
Alfredo Fraschina (* 14. Oktober 1883 in Mauriac (Cantal); † 20. November 1959 in Lausanne) war ein Schweizer Journalist, Politiker, Tessiner Grossrat und Staatsrat der Freisinnig-Demokratischen Partei (FDP).

## Leben
Alfredo Fraschina wurde als Sohn des Ingenieurs Camillo Fraschina von Tesserete in der Auvergne geboren. Er wurde als Arzt und Chirurg ausgebildet. Als Vertreter und Sekretär der Tessiner radikalliberalen Partei war er Mitglied der verfassungsgebenden Versammlung (1921) und des Grossrates (1921–1922 und 1923–1925), sowie Mitglied des Staatsrates von Oktober 1922 bis Januar 1923. Er leitete die Departemente für Hygiene, Arbeit und Militär.
Er war auch Präsident der Vereinigung der Società liberali radicali ticinesi und leitete von 1920 bis 1923 dessen Presseorgan Avanguardia, für das er später weiterhin schrieb. Er brachte die Zeitung hartnäckig auf einen antiklerikalen Kurs. Er schrieb harte Attacken gegen den sogenannten pateracchio, das gegen die Liberalen errichtete Regierungsbündnis der politischen Minderheiten (Sozialisten, Konservative, Landwirtschaftspolitiker). Nach seinem Abgang von der Politik zog er 1932 nach Romont und 1949 nach Lausanne.